# Refugee Nation
Refugee Nation est une proposition qui vise à créer une nouvelle nation pour réinstaller, de manière volontaire, les populations de réfugiés à travers le monde et ainsi de résoudre les problèmes d'accueil. Selon l'Organisation des Nations unies, il y a en 2015, dans le monde, environ 60 millions de réfugiés et de personnes déplacées.

## Proposition
Le projet Refugee Nation est lancé en 2015 par le fondateur d'HiddenCash, Jason Buzi. Il reçoit une large couverture médiatique en juillet 2015, notamment avec un article dans The Washington Post .
Dans son projet, Buzi propose un certain nombre d'alternatives pour créer une nation de réfugiés : acheter des îles inhabitées de pays comme les Philippines ou l'Indonésie ; négocier le don ou l'achat de terres habitables mais inutilisées de pays déjà existants, dans le but d'établir une nation de réfugiés ; enfin créer des Îles artificielles en haute mer.

## Financements
Des financements sont proposés par différentes entités comme les gouvernements, les ONG, l'ONU ou des fortunes privées.
Jason Buzi, un investisseur immobilier prospère de la région de la baie de San Francisco, avait déjà obtenu une bonne presse en tant que bienfaiteur du projet Hidden Cash de 2014. Pour son projet, il rédige la proposition initiale, puis établit une présence en ligne et fait connaître son plan grâce aux services d'une agence de relations publiques.
En octobre 2015, Refugee Nation lance une campagne de financement participatif, afin de collecter des fond en dollars, pour acheter des terres ou des îles afin de construire des foyers permanents pour les réfugiés.

## Symboles proposés pour la nation

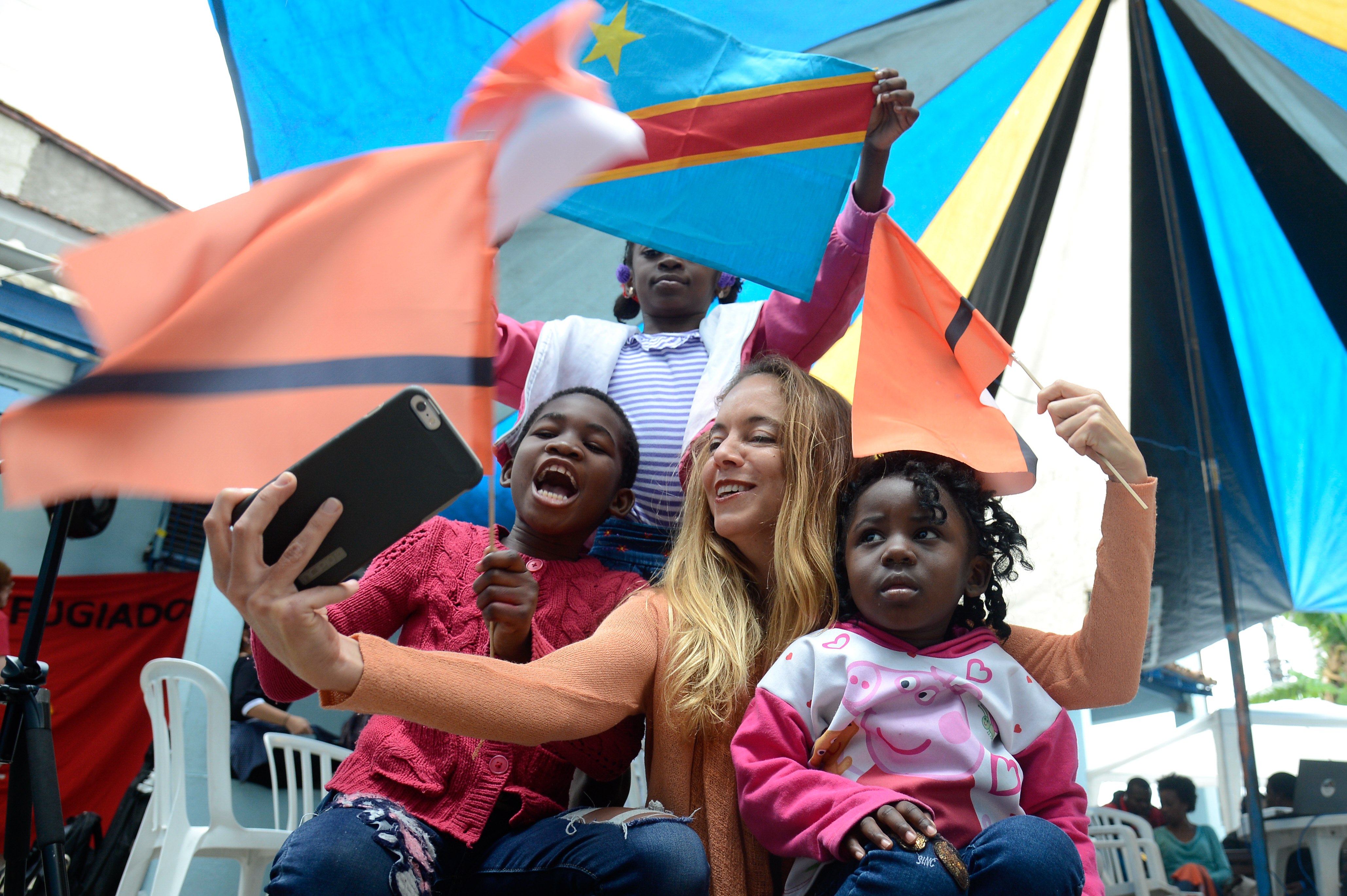
Utilisation non officielle du drapeau par l'équipe de la nation des réfugiés aux Jeux olympiques de 2016.

Yara Said, drapeau des réfugiés.

La syrienne réfugiée Yara Said crée le drapeau rouge-orangé, ressemblant aux gilets de sauvetage des réfugiés méditerranéens. Un autre réfugié, Moutaz Arian, élabore un hymne national. 
Bien qu'aucune de ces deux créations ne puissent être utilisée officiellement par les athlètes olympiques réfugiés aux Jeux olympiques d'été de 2016, certains supporters l'ont tout de même affiché à Rio de Janeiro, faisant de ce drapeau le symbole de tous les réfugiés dans les médias internationaux. Toutefois, le drapeau officiel pour l'équipe des réfugiés dans la compétition sportive internationale reste le drapeaux des Jeux Olympiques.

## Autres propositions connexes
Environ deux mois après la large couverture médiatique du projet, le milliardaire égyptien Naguib Sawiris propose d'acheter une île en Mer Méditerranée pour y abriter des réfugiés de la guerre civile syrienne. La proposition a été sans suite.